# Список глав государств в 289 году до н. э.
| 290 до н. э. ← Список глав государств по годам → 288 до н. э. |

## Азия
- Айраратское царство — Ерванд III, царь (321 до н. э. — 260 до н. э.)
- Анурадхапура — Деванампийя Тисса, царь (307 до н. э. — 267 до н. э.)
- Вифиния — Зипойт, царь (297 до н. э. — 278 до н. э.)
- Иберия — Фарнаваз I, царь (299 до н. э. — 234 до н. э.)
- Каппадокия — Ариарат II, царь (301 до н. э. — 280 до н. э.)
- Китай (Период Сражающихся царств) : 
  - Вэй — Чжао (Вэй Чи), ван (296 до н. э. — 277 до н. э.)
  - Сун — Сун-Цзюнь (Янь), ван (318 до н. э. — 286 до н. э.)
  - Хань — Си (Цзи Хань), ван (295 до н. э. — 273 до н. э.)
  - Ци — Минь (Тянь Ди), ван (300 до н. э. — 284 до н. э.)
  - Цинь — Чжаосян (Ин Цзэ), ван (306 до н. э. — 251 до н. э.)
  - Чжао — Хуэйвэнь (Чжао Хэ), ван (299 до н. э. — 266 до н. э.)
  - Чжоу  — Нань (Цзи Янь), ван (314 до н. э. — 256 до н. э.)
  - Чу  — Цинсян (Сюн Хэн), ван (298 до н. э. — 263 до н. э.)
  - Янь — Чжао (Цзи Пин), ван (311 до н. э. — 279 до н. э.)
- Маурьев империя — Биндусара, император (297 до н. э./298 до н. э. — 272 до н. э.)
- Сабейское царство — Анмар Юхаман I, царь (290 до н. э. — 270 до н. э.)
- Селевкидов государство — Селевк I Никатор, царь (305 до н. э. — 281 до н. э.)
- Япония — Корэй, тэнно (император) (290 до н. э. — 215 до н. э.)

## Африка
- Египет — Птолемей I Сотер, царь (306 до н. э./305 до н. э. — 283 до н. э./282 до н. э.)

## Европа
- Афины — 
  - Каллимед, архонт (290 до н. э. — 289 до н. э.)
  - Ферсилох, архонт (289 до н. э. — 288 до н. э.)
- Боспорское царство — Спарток III, царь (ок. 304 до н. э. — ок. 284 до н. э.)
- Ирландия — 
  - Кримтанн Коскрах[англ.], верховный король (293 до н. э. — 289 до н. э.)
  - Рудрайге мак Ситриги[англ.], верховный король (289 до н. э. — 219 до н. э.) [1]
- Македонское царство — Деметрий I Полиоркет, царь (294 до н. э. — 288 до н. э.)
- Одрисское царство (Фракия) — Котис II, царь (ок. 300 до н. э. — 280 до н. э.)
- Пеония — Авдолеонт, царь (315 до н. э. — 285 до н. э./284 до н. э.)
- Римская республика:
  - Марк Валерий Максим, консул (312 до н. э., 289 до н. э.)
  - Квинт Цедиций Ноктуа, консул (289 до н. э.)
- Сиракузы — Агафокл, басилевс (317 до н. э. — 289 до н. э.)
- Спарта:
  - Арей I, царь (309 до н. э. — 265 до н. э.)
  - Архидам IV, царь (305 до н. э. — 275 до н. э.)
- Эпирское царство — Пирр, царь (307 до н. э. — 302 до н. э., 296 до н. э. — 272 до н. э.)

## Галерея

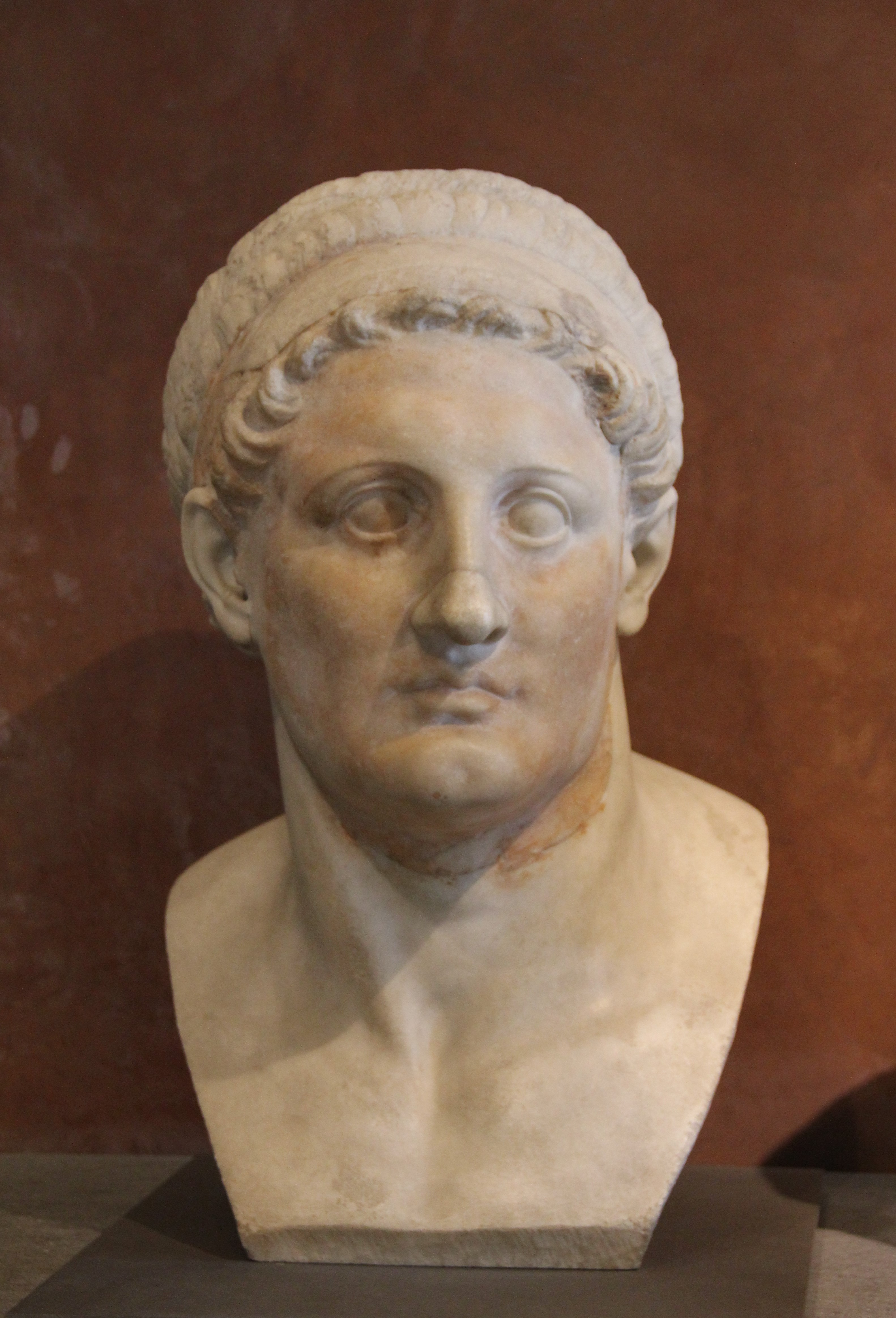
Птолемей I Сотер 306/305 до н.э.—283/282 до н.э. Царь Египта
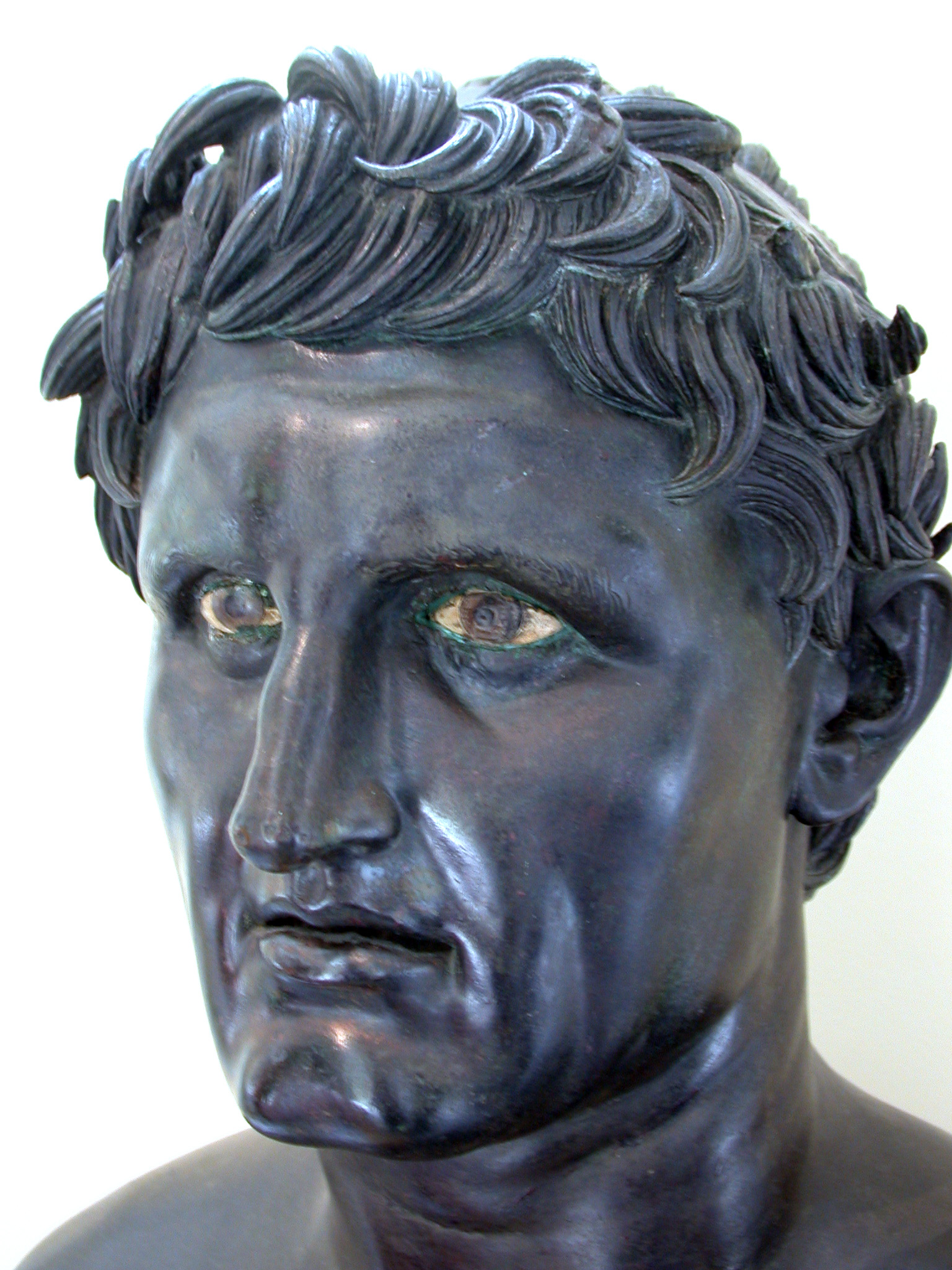
Селевк I Никатор 305 до н.э.—281 до н.э. Царь государства Селевкидов
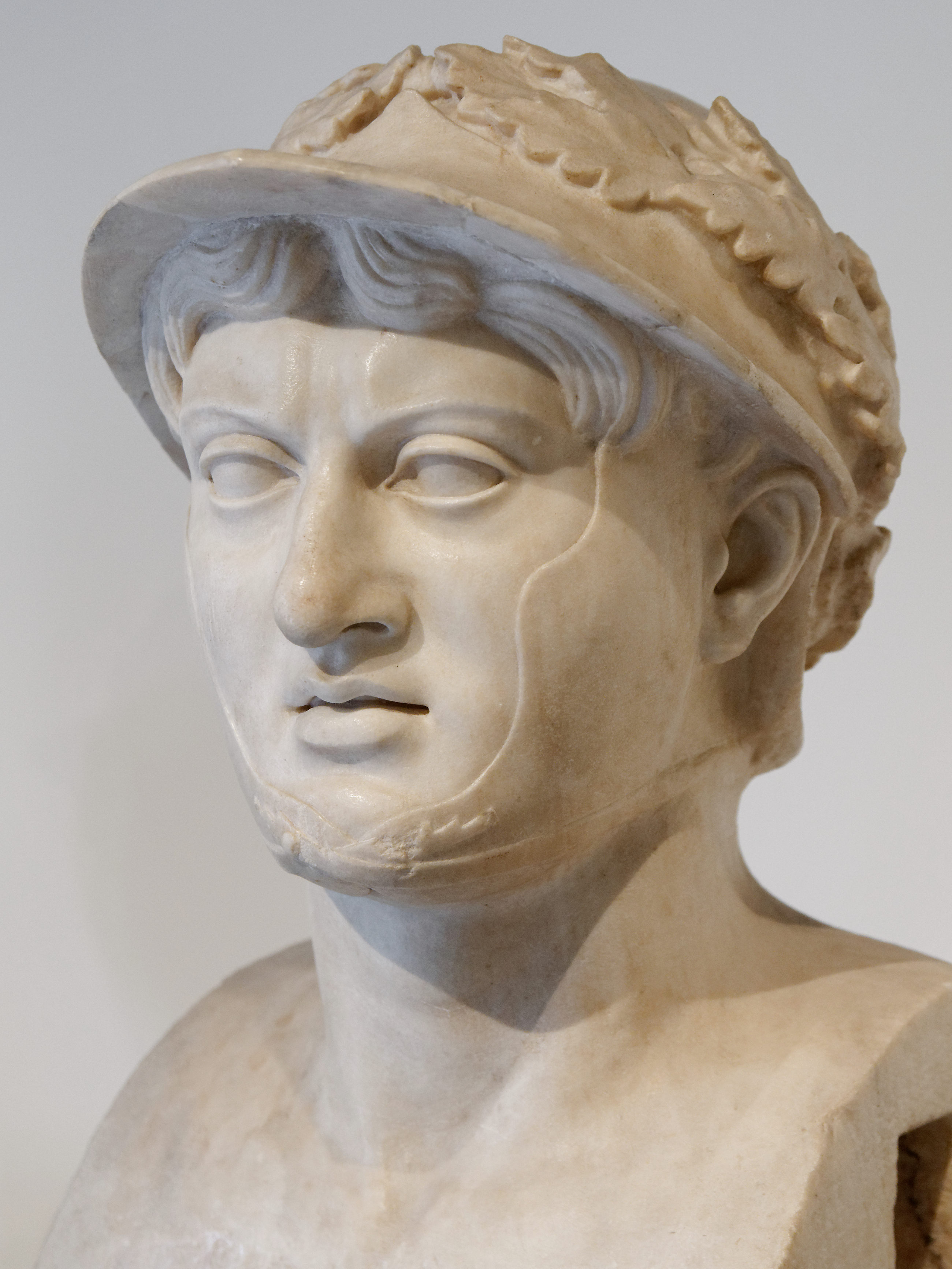
Пирр 307 до н.э.—302 до н.э., 296 до н.э.—272 до н.э. Царь Эпира
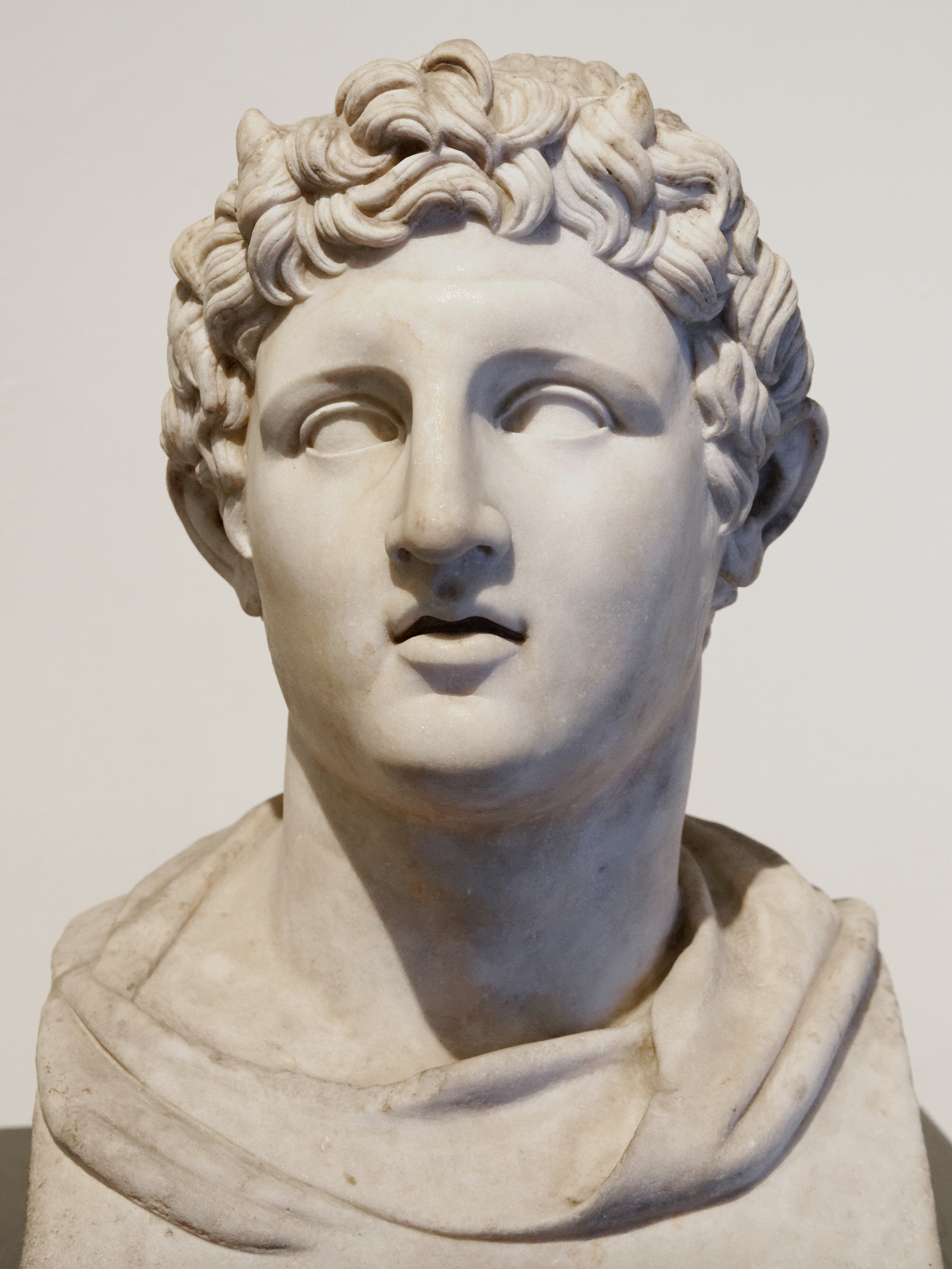
Деметрий I Полиоркет 294 до н.э.—288 до н.э. Царь Македонии
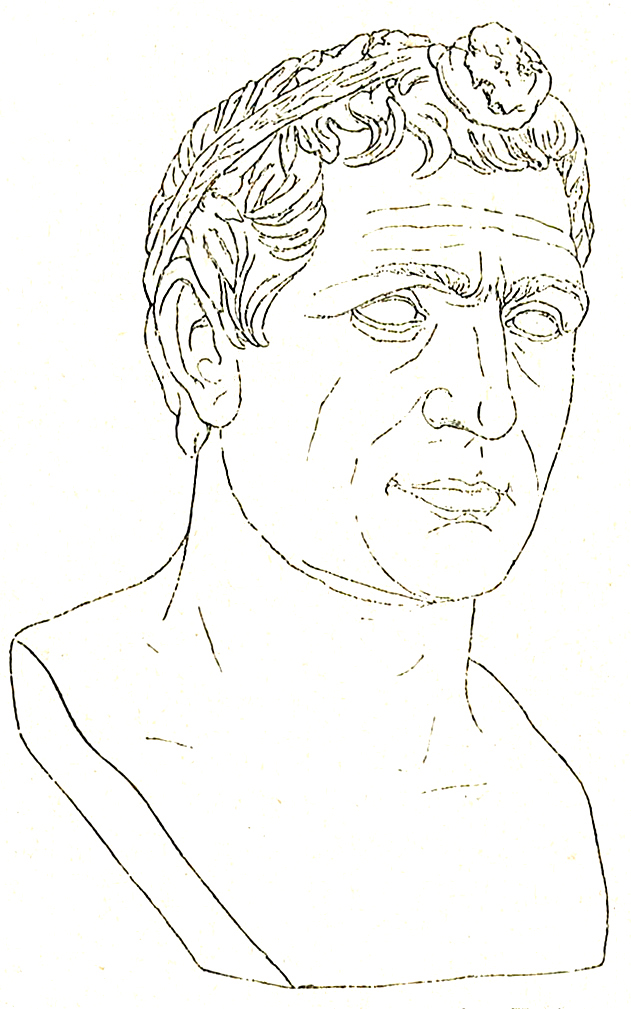
Агафокл 304 до н.э.—289 до н.э. Басилевс Сиракуз
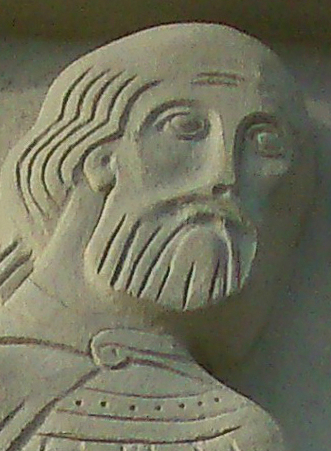
Фарнаваз I 299 до н.э.—234 до н.э. Царь Иберии
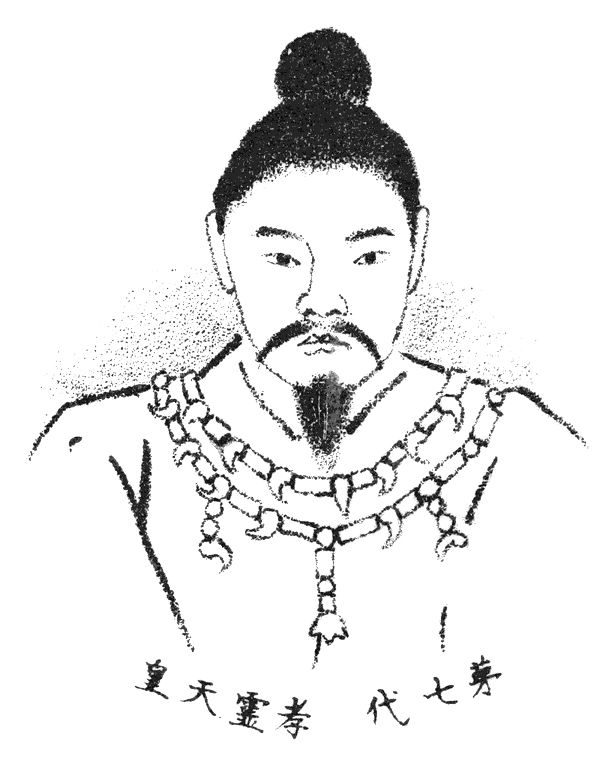
Корэй 290 до н.э.—215 до н.э. Император Японии
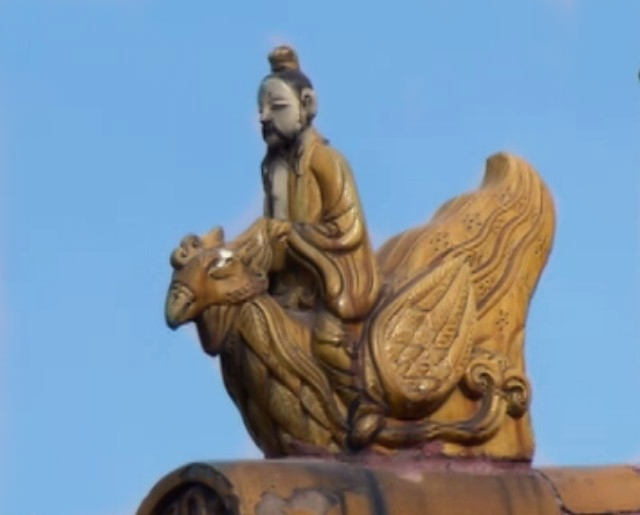
Минь 300 до н.э.—284 до н.э. Ван царства Ци
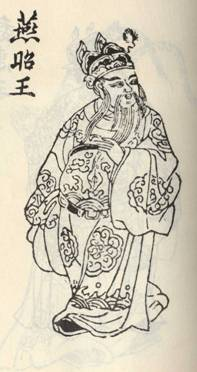
Чжао 311 до н.э.—279 до н.э. Ван царства Янь